# 科扎基夫卡 (伊萬諾-弗蘭科夫斯克州)
48°58′53″N 23°38′55″E / 48.98139°N 23.64861°E
科扎基夫卡（烏克蘭語：Козаківка），是烏克蘭的村落，位於該國西部伊萬諾-弗蘭科夫斯克州，處於蘇基利河畔，距離博莱希夫27公里，面積4.25平方公里，人口850。